# NGC 5880
NGC 5880 је лентикуларна галаксија у сазвежђу Вага која се налази на NGC листи објеката дубоког неба.
Деклинација објекта је - 14° 34' 42" а ректасцензија 15h 15m 1,0s. Привидна величина (магнитуда) објекта NGC 5880 износи 14,3 а фотографска магнитуда 15,3. NGC 5880 је још познат и под ознакама MCG -2-39-12, NPM1G -14.0561, PGC 54427.